# Ernst Fick (Fußballspieler)
Ernst Fick (* 5. November 1925) war Fußballspieler in Wismar. Dort spielte er für die ZSG Anker / BSG Motor Wismar in der Oberliga, der höchsten Fußballspielklasse des ostdeutschen Sportausschusses.
Von dem in Wismar Fußball spielenden Bruderpaar Ernst und Klaus Fick war Ernst der um fünf Jahre Ältere. Als die SG Wismar Süd 1949 Mecklenburger Fußballmeister wurde, gehörte Ernst Fick zum Mannschaftsaufgebot. Im entscheidenden Spiel der Mecklenburger Endrunde bei der SG Schwerin, das 1:0 für Wismar endete, stand er als Mittelstürmer auf dem Feld. Als Landesmeister beteiligte sich die SG Süd zum zweiten Mal nach 1948 an der Ostzonenmeisterschaft, schied ab wie ein Jahr zuvor bereits nach dem ersten Spiel durch eine 0:10-Niederlage gegen den späteren Vizemeister Fortuna Erfurt aus.
Mit der Landesmeisterschaft hatte sich die SG Süd gleichzeitig für die erste Spielzeit der neu gegründeten Oberliga des ostdeutschen Sportausschusses 1949/50 qualifiziert. Unter der neuen Bezeichnung ZSG Anker ging es für die Wismarer von Anfang an nur um den Klassenerhalt. Bereits am 5. Spieltag gab es bei der SG Dresden-Friedrichstadt eine deprimierende 0:11-Niederlage. Am Saisonende musste die ZSG gegen die punktgleiche SG Altenburg Nord ein Entscheidungsspiel um den Oberligaverbleib austragen. Ohne ihren etatmäßigen Mittelstürmer Ernst Fick verloren die Wismarer vor 12.000 Zuschauern in Magdeburg mit 2:3 und stiegen in die zweitklassige DDR-Liga ab. In den zuvorgegangenen 26 Punktspielen war Fick 20-mal eingesetzt worden, der mit neun Treffern zweitbester Torschütze hinter Heinz Minuth (10) wurde.
In der DDR-Ligasaison 1950/51 kam Ernst Fick nur in dem Entscheidungsspiel um die Ligameisterschaft gegen Wismut Aue als Einwechselspieler für 56 Minuten zum Einsatz. Dieses Spiel ging mit 0:3 verloren, zuvor hatte Anker Wismar jedoch das Entscheidungsspiel um den Oberligaaufstieg gegen die punktgleiche SG Volkspolizei Potsdam mit 2:1 gewonnen. Die neue Oberligasaison 1951/52 wurde Ficks letzte Spielzeit bei der Wismarer Mannschaft, die sich nun BSG Motor nannte. Zwischen dem 6. und dem 25. von 36 ausgetragenen Spieltagen bestritt er noch einmal neun Begegnungen und erzielte am 13. Januar 1952 gegen Lok Stendal sein letztes Oberligator. Es war zugleich sein einziges Saisontor. Am 10. Februar 1952 absolvierte er bei der Begegnung Stahl Altenburg – Motor Wismar (2:1) sein letztes Oberligaspiel. Er war als linker Außenstürmer eingesetzt worden und spielte zusammen mit seinem Bruder Klaus, der ihn inzwischen als Stammspieler abgelöst hatte.
Ernst Fick war in seinen drei überregionalen Spielzeiten auf insgesamt 39 Oberligaspiele und das Aufstiegsspiel von 1951 gekommen, dabei hatte er zehn Punktspieltore erzielt.